# 金安君
金安君（1964年10月—），浙江岱山人，北京大学、中国科学院物理所、明尼苏达大学肄业，中华人民共和国物理学家。

## 生平
1964年10月，金安君出生在浙江省岱山县。高中在岱山中学80届1班度过。1980年，15岁的金安君考入北京大学物理系，之后取得中国科学院物理所（今中国原子能科学研究院）硕士学位。1987年，金安君留学美国，1995年9月，他在明尼苏达大学取得博士学位。毕业后，金安君先后在凯斯西储大学、滨州州立大学、泛林集团（Lam Research）出任研究员，后来出任美国国家航空航天局调研员。1997年，金安君加入硅谷半导体重型装备公司，出任高级工程师、技术专家兼任项目经理及高级技术专员。
2011年，金安君被作为“海外高层次人才”引进回中国，出任中国华能集团首席科学家、华能清洁能源研究院任光伏光热清洁能源研究所兼任所长、珠海莲腾新能源技术有限公司董事长。同时还是宁波大学海运学院教授、博士生导师。

## 学术研究
金安君主要钻研包括新材料、新能源、装备制造及应用物理技术（包含半导体）等领域。

## 荣誉奖项
- 2017年，瑞典斯德哥尔摩“先进材料科学家奖”[3]
- 2020年，俄罗斯科学院外籍院士[3]
- 2021年，联合国科学院（Academy of the United Nations Sciences and Technology Organization）院士[3]